# Inductiekookplaat

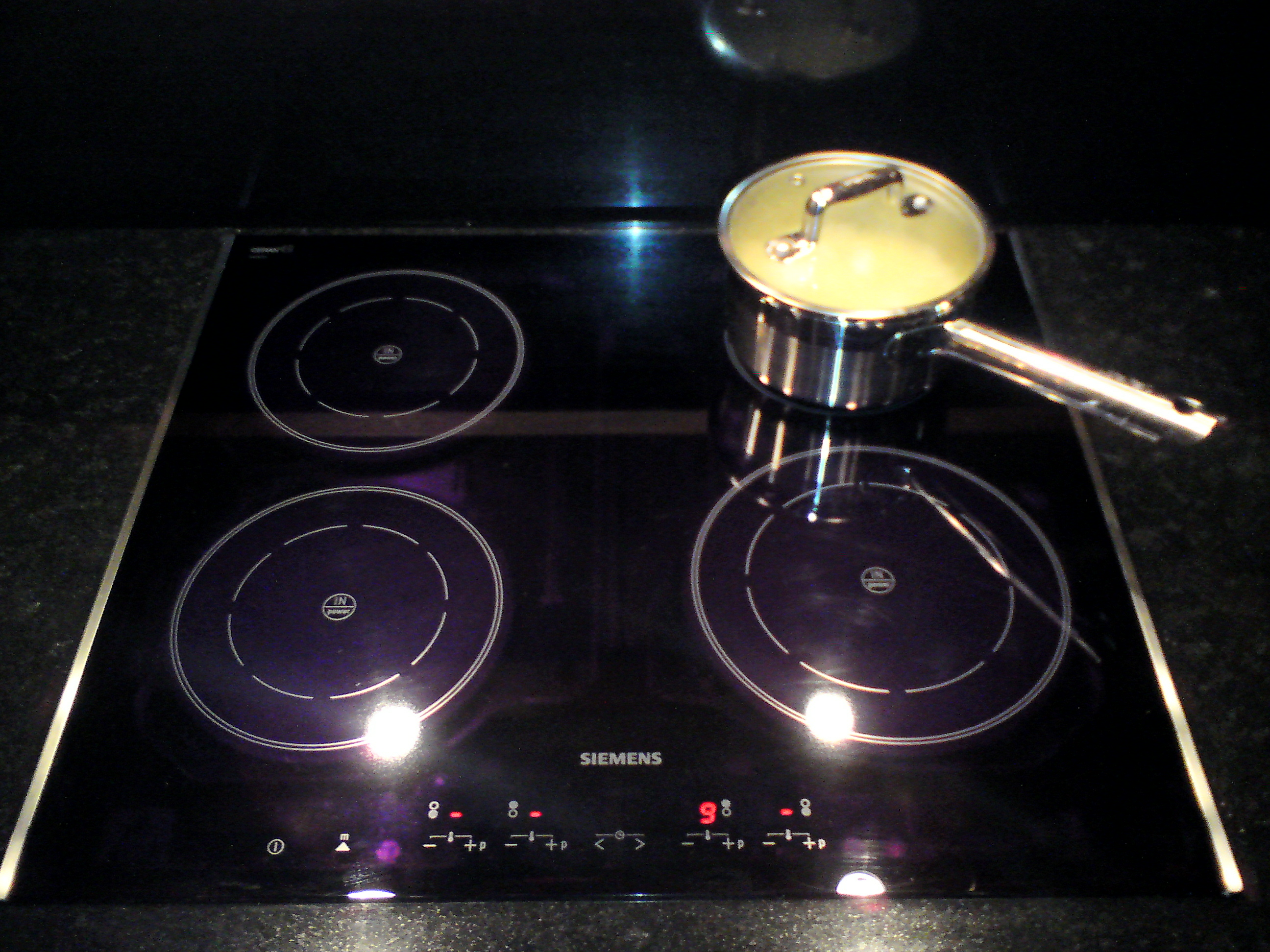
Een inductiekookplaat

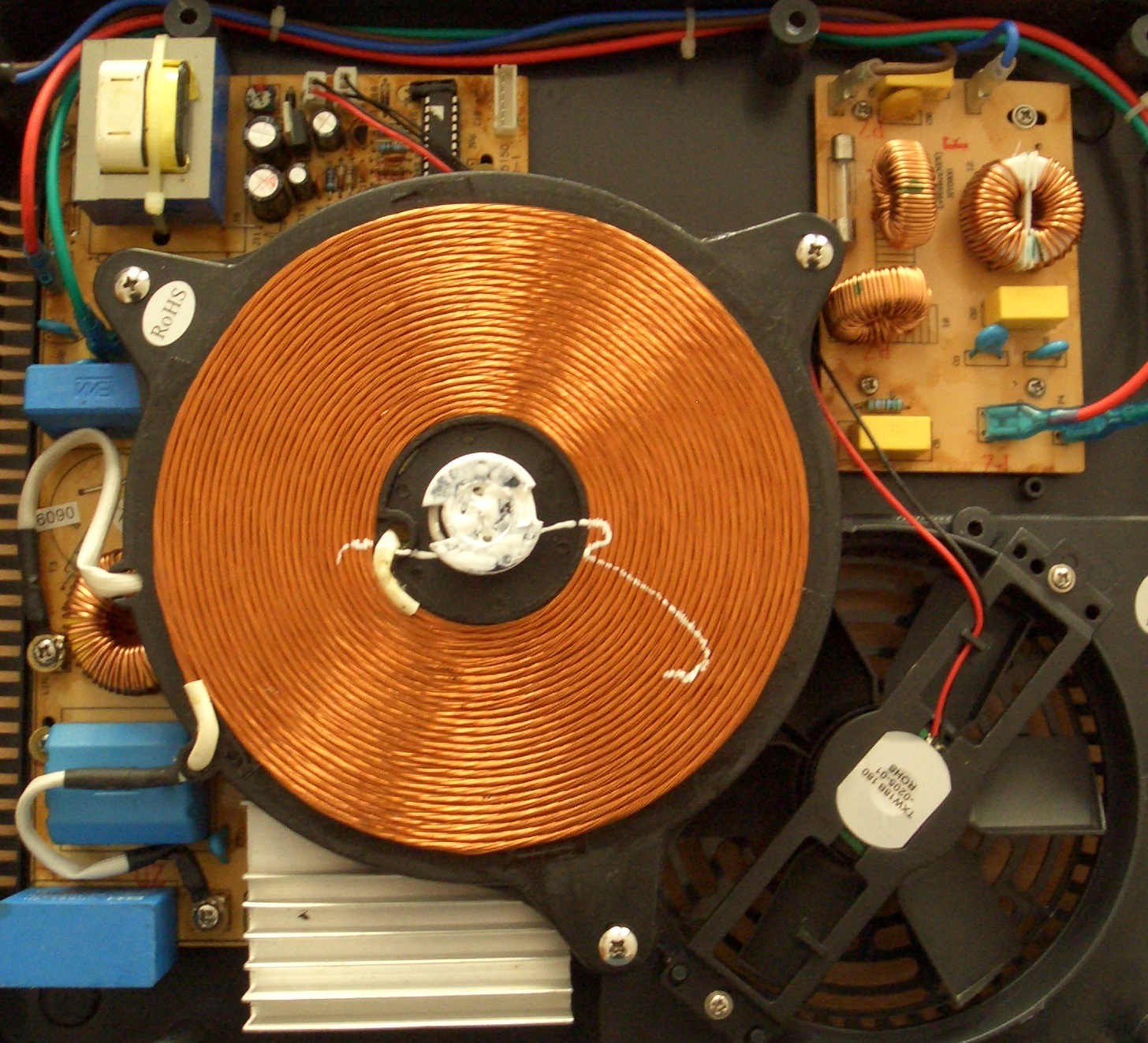
De binnenkant van een inductiekookplaat

Een inductiekookplaat is een kooktoestel dat gebruikmaakt van het principe van inductieverhitting. Voor het koken via inductie zijn speciale pannen nodig, waarvan de bodem uit ferromagnetisch materiaal bestaat, dat geschikt is om door inductie verhit te worden. Sommige "gewone" pannen kunnen ook gebruikt worden, mits er in de bodem van de pan magnetiseerbaar materiaal is verwerkt.

## Geschiedenis
Het eerste octrooi voor een inductiekookplaat werd al toegekend in 1907 in het Verenigd Koninkrijk. Toch duurde het tot de jaren 70 voordat de inductiekookplaat op de markt verscheen. Toen was dat octrooi al verlopen.

## Werking
In een inductiekookplaat wordt de netspanning elektronisch omgezet in spanning met een frequentie tussen de 25 en 100 kilohertz. Deze geeft in horizontale elektrische spoelen een wisselstroom met dezelfde frequentie, en daarmee een met die frequentie oscillerend verticaal magnetisch veld. Hierdoor gaat er een wervelstroom door de bodem van de pan lopen, die door de weerstand van de bodem wordt omgezet in warmte. Doordat uitsluitend de pan – en niet de kookplaat – verhit wordt, gaat er weinig energie verloren.
Inductief koken staat bekend als veilig. De pan wordt weliswaar heet, en daardoor ook de kookplaat, maar na verwijdering van de pan koelt de kookplaat vrij snel weer af. Een waarschuwingssymbool (in de vorm van een H) verschijnt na het verwijderen van de pan net zo lang tot de kookplaat afgekoeld is. De meeste inductiekookplaten detecteren of er ook daadwerkelijk een pan boven de spoel staat, door te meten of er voldoende energie wordt opgenomen. Als dit niet meer het geval is, wordt er niets verhit en schakelt het apparaat zichzelf uit. De meeste inductiekookplaten zijn afgedekt met een hittebestendige glas-keramische plaat, die ze beschermt tegen vuil.

## Straling
Zoals bij elk elektrisch apparaat dat op wisselstroom werkt, wordt tijdens het gebruik ervan een elektromagnetisch veld opgewekt. Hiervoor bestaan strenge Europese regels, waardoor de gezondheid geen schade kan oplopen. Bij het gebruik van elk apparaat, dat op 230 volt/50 hertz wisselspanning werkt, ontstaat een elektromagnetisch veld van 50 hertz rond het apparaat, maar bij inductiekookplaten wordt met een elektromagnetisch veld met een frequentie van rond de 20 kilohertz gewerkt dat voor de verwarming van de pan van belang is. Het dan ontstane elektromagnetisch veld, dat ver boven de veilige stralingslimiet uitkomt, bevindt zich echter alleen tussen de inductiespoel van de kookplaat en de erop geplaatste pan, waardoor er geen straling weglekt naar de zijkanten, en dit derhalve niet gevaarlijk is voor de gezondheid. Zodra de pan wordt verwijderd, is ook het elektromagnetisch veld weg.